# Lista chorążych reprezentacji Mongolii na igrzyskach olimpijskich
Lista chorążych reprezentacji Mongolii na igrzyskach olimpijskich – lista zawodników i zawodniczek reprezentacji Mongolii, którzy podczas ceremonii otwarcia nowożytnych igrzysk olimpijskich nieśli flagę Mongolii.

## Chronologiczna lista chorążych
| Lp. | Rok i miejsce        | Chorąży                      | Dyscyplina          |
| --- | -------------------- | ---------------------------- | ------------------- |
| 1   | 1964, Innsbruck      | Luwsanszarawyn Cend          | łyżwiarstwo szybkie |
| 2   | 1964, Tokio          | Cz. Najdan                   |                     |
| 3   | 1968, Grenoble       | Luwsanszarawyn Cend          | łyżwiarstwo szybkie |
| 4   | 1968, Meksyk         | Chorloogijn Bajanmönch       | zapasy              |
| 5   | 1972, Sapporo        | Luwsanszarawyn Cend          | łyżwiarstwo szybkie |
| 6   | 1972, Monachium      | Badzarragczaagijn Dżamsran   | zapasy              |
| 7   | 1976, Montreal       | Dzewegijn Ojdow              | zapasy              |
| 8   | 1980, Lake Placid    | Luwsandaszijn Dordż          | biegi narciarskie   |
| 9   | 1980, Moskwa         | Dzewegijn Düwczin            | zapasy              |
| 10  | 1984, Sarajewo       | Luwsandaszijn Dordż          | biegi narciarskie   |
| 11  | 1988, Calgary        | Dawaagijn Enchee             | biegi narciarskie   |
| 12  | 1988, Seul           | Badmaanjambuugijn Bat-Erdene | judo                |
| 13  | 1992, Albertville    | Dzijcagaany Ganbat           | biegi narciarskie   |
| 14  | 1992, Barcelona      | Badmaanjambuugijn Bat-Erdene | Judo                |
| 15  | 1994, Lillehammer    | Batczuluuny Bat-Orgil        | short track         |
| 16  | 1996, Atlanta        | Dolgorsürengijn Sumjaabadzar | Zapasy              |
| 17  | 1998, Nagano         | Boldyn Sansarbileg           | short track         |
| 18  | 2000, Sydney         | Badmaanjambuugijn Bat-Erdene | Judo                |
| 19  | 2002, Salt Lake City | Dżarglyn Erdentülchüür       | Biegi narciarskie   |
| 20  | 2004, Ateny          | Damdinsürengijn Njamchüü     | Judo                |
| 21  | 2006, Turyn          | Chürelbaataryn Chasz-Erden   | Biegi narciarskie   |
| 22  | 2008, Pekin          | Machgalyn Bajardżawchlan     | Judo                |
| 23  | 2010, Vancouver      | Erden-Ocziryn Oczirsüren     | Biegi narciarskie   |
| 24  | 2012, Londyn         | Bat-Ocziryn Ser-Od           | Lekkoatletyka       |
| 25  | 2014, Soczi          | Boldyn Bjambdordż            | Biegi narciarskie   |
| 26  | 2016, Rio de Janeiro | Battulgyn Temüülen           | Judo                |
| 27  | 2018, Pjongczang     | Batmönchijn Arczbadrach      | Biegi narciarskie   |
| 28  | 2020, Tokio          | Khulan Onolbaatar            | Koszykówka          |
| 28  | 2020, Tokio          | Duurenbayar Ulziibayar       | Judo                |